# Арватов Юрій Гнатович
Арватов Георгій (Юрій) Гнатович (1898, м. Вержболово Сувалкської губернії — 10 грудня 1937, Москва) — російський, український та радянський військовий льотчик.

## Походження
Народився 1898 року у м. Вержболово Сувалкської губернії Царства Польського в сім'ї колезького радника, російський дворянин.

## Освіта та військова служба
У 1916 році закінчив повний курс Варшавської 6-ї гімназії.
З 07.11.1916 — на військовій службі добровольцем в Петроградському запасному повітроплавальному батальйоні Російського імператорського військово-повітряного флоту.
В лютому—вересні 1917 р. навчався в англійській авіаційній школі у м. Кройтон, з жовтня 1917 р., як військовий льотчик, воював на Південно-Західному фронті.

## Військо УНР
У 1918—1919 р.р. служив військовим льотчиком у 1-му Запорізькому авіаційному загоні Повітряного флоту УНР, мав чин хорунжого. На початку 1920 р., в Одесі, з групою інших українських льотчиків влився до складу авіаційної сотні Української Галицької армії, переформованої згодом більшовиками на 1-й Галицький авіаційний загін ЧУГА в складі РСЧА.

## Служба в РСЧА
Після загибелі загону 26-27.04.1920, втік з оточення на літаку та дістався до Києва. Літав у складі 21-го, а потім — до 23-го розвідувального авіаційного загону РСЧА. З осені 1920 р. — командир 9-го авіаційного загону РСЧА, який діяв проти білогвардійських військ П. Врангеля. У середині жовтня 1920 р. очолив авіаційну групу 4-ї радянської армії РСЧА, що брала участь у штурмі Перекопу та взятті Криму. Особисто відзначився в бойових повітряних операціях проти білогвардійців. 1921 р. за діяльність під час ліквідації армії генерала П. Врангеля нагороджений орденом Червоного прапора.
Після закінчення громадянської війни очолював 4-й авіаційний загін Робітничо-селянського Червоного флоту. У 1924 р. створив повітряний міст між СРСР та Афганістаном, очолював переганяння радянських літаків з Термеза до Кабула. За успішне виконання цих завдань у 1924 р. нагороджений другим і третім орденами Червоного прапора. Одружився з сестрою майбутнього радянського маршала М. М. Тухачевського Єлисаветою.
У 1930-ті роки працював заступником директора з технічної частини радянсько-німецького товариства повітряних сполучень «Дердлуфт».
14 липня 1937 заарештований за справою маршала М. Тухачевського, звинувачений у шпигунстві, засуджений до страти 10 грудня 1937. Похований у братській могилі на полігоні «Комунарка» під Москвою.